# The Blues Brothers (zespół muzyczny)
The Blues Brothers – amerykański zespół muzyczny.

## Historia
Został założony w 1977 r. przez dwóch artystów komediowych Johna Belushiego i Dana Aykroyda. Wcześniej związani z kabaretowym zespołem National Lampoon i programem telewizyjnym Saturday Night Live, utworzyli rewię w stylu soul, wzorowaną na podobnych w latach 60. Soliści wcielili się w estradowe postaci Jolieta „Jake” Bluesa (Belushi) i Elwooda Bluesa (Aykroyd) i w towarzystwie znakomitych muzyków ruszyli na koncerty. W grupie grali m.in. gitarzysta Steve Cropper, basista Donald „Duck” Dunn, pianista Paul Shaffer oraz saksofonista Tom Scott. Nagrany w 1978 roku album Briefcase Full of Blues znalazł się na pierwszym miejscu bestsellerów płytowych i wywołał modę na muzykę rhythmandbluesową.
Sukces płyty zainspirował producentów z Hollywood do nakręcenia (w roku 1980) filmu The Blues Brothers, komedii muzycznej, ze scenami pościgów samochodowych oraz udziałem gwiazd muzyki soul i bluesa: Arethy Franklin, Raya Charlesa, Jamesa Browna i Johna Lee Hookera. Śmierć Belushiego (w 1982), z powodu przedawkowania narkotyków, przerwała pasmo sukcesów zespołu, który znalazł na świecie wielu naśladowców. Aykroyd skupił się na karierze filmowej, natomiast muzycy koncertowali od 1988 jako The Original Blues Brothers Band. W 1991 r. w Londynie wystawiono sceniczną wersję The Blues Brothers. Aykroyd stał się właścicielem klubów House of Blues, wziął jednak udział w nagraniu płyty zespołu Red, White and Blues. W 1998 zespół ponownie zagrał w filmie Blues Brothers 2000, który jednak nie powtórzył sukcesu pierwowzoru.

## Skład zespołu
- Dan Aykroyd jako Elwood Blues – harmonijka, śpiew
- James Belushi jako Zee Blues – śpiew
- John Goodman jako „Mighty” Mack Blues – śpiew
- Steve „The Colonel” Cropper – gitara
- Murphy Dunne – keyboard
- Willie „Too Big” Hall – bębny, perkusja
- Steve „Getdwa” Jordan – bębny, perkusja
- Birch „Crimson Slide” Johnson – puzon
- Tom „Bones” Malone – puzon, trąbka
- „Blue” Lou Marini – saksofon
- Paul „The Shiv” Shaffer – keyboard
- Tom „Triple Scale” Scott – saksofon

## Byli członkowie zespołu
- John Belushi jako Joliet Jake Blues – śpiew
- Alan „Mr. Fabulous” Rubin – trąbka
- Donald „Duck” Dunn – gitara basowa
- Matt „Guitar” Murphy – gitara

## Dyskografia
- Briefcase Full of Blues (1978)

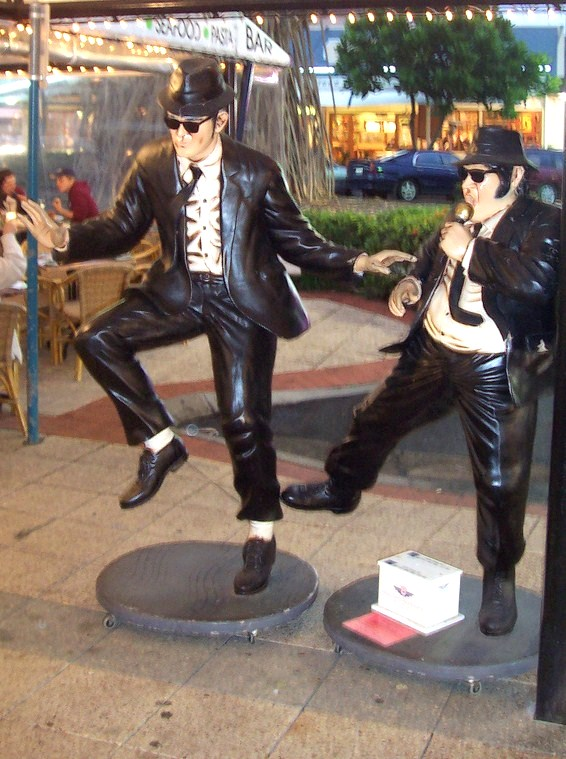
The Blues Brothers

- The Blues Brothers: Music from the Soundtrack (1980)
- Made in America (1980)
- Best of the Blues Brothers (1981)
- Everybody Needs the Blues Brothers (1988)
- The Blues Brothers Band Live in Montreux (1990)
- Red, White & Blues (1992)
- The Definitive Collection (1992)
- The Very Best of the Blues Brothers (1995)
- Blues Brothers & Friends: Live from House of Blues (1997)
- Blues Brothers 2000: Original Motion Picture Soundtrack (1998)
- The Blues Brothers Complete (1998)
- The Essentials (2003)